# Belair
Belair är en del av en befolkad plats i Australien. Den ligger i kommunen Mitcham och delstaten South Australia, nära delstatshuvudstaden Adelaide. Antalet invånare är 4 382.
Runt Belair är det ganska tätbefolkat, med 222 invånare per kvadratkilometer.. Närmaste större samhälle är Adelaide, nära Belair. 
I omgivningarna runt Belair växer huvudsakligen savannskog. Genomsnittlig årsnederbörd är 729 millimeter. Den regnigaste månaden är juni, med i genomsnitt 133 mm nederbörd, och den torraste är december, med 21 mm nederbörd.